# 클렘 힐

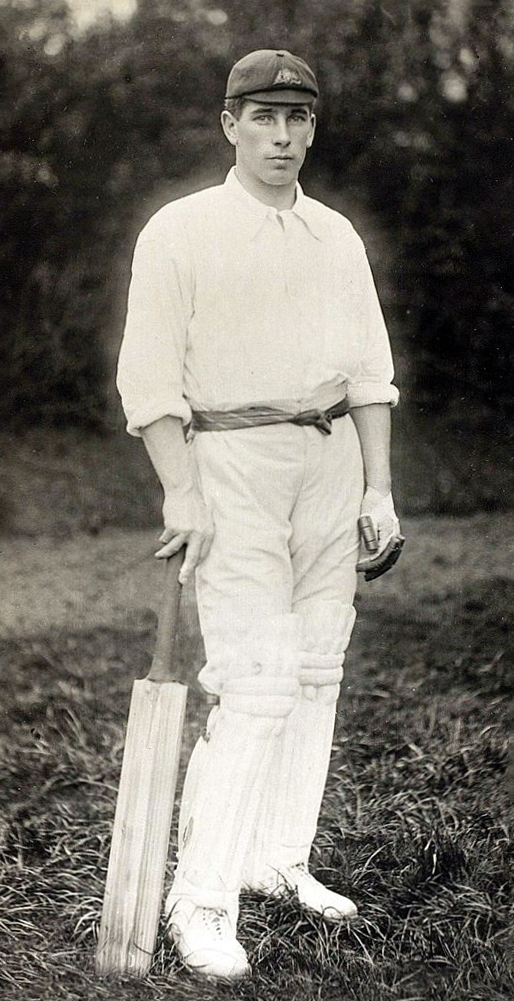
1905년 모습

클렘 힐(Clem Hill, 본명: Clement "Clem" Hill, 1877년 3월 18일 – 1945년 9월 5일)은 1896년부터 1912년까지 전문 타자로서 49번의 테스트 경기를 치른 호주 크리켓 선수였다. 그는 10번의 테스트에서 호주 팀의 주장을 맡아 5번의 승리와 5번의 패배를 기록했다. 다작 득점자인 힐은 테스트 크리켓에서 7세기를 포함하여 이닝당 평균 39.21점으로 은퇴 당시 세계 기록인 3,412점을 기록했다. 1902년 힐은 연간 1,000번의 테스트 실행을 달성한 최초의 타자였으며, 이는 45년 동안 반복되지 않은 위업이었다. 1900-01년 남호주에서 뉴 사우스 웨일스를 상대로 득점한 365이닝은 27년 동안 셰필드 쉴드 기록이었다. 남호주 크리켓 협회(South Australian Cricket Association)는 2003년 그를 기리기 위해 애들레이드 오벌(Adelaide Oval)에 관중석을 세웠고, 그는 2005년 호주 크리켓 명예의 전당에 헌액되었다. 힐은 그의 시대 최고의 타자 중 한 명으로 여겨진다.